# Hellweg

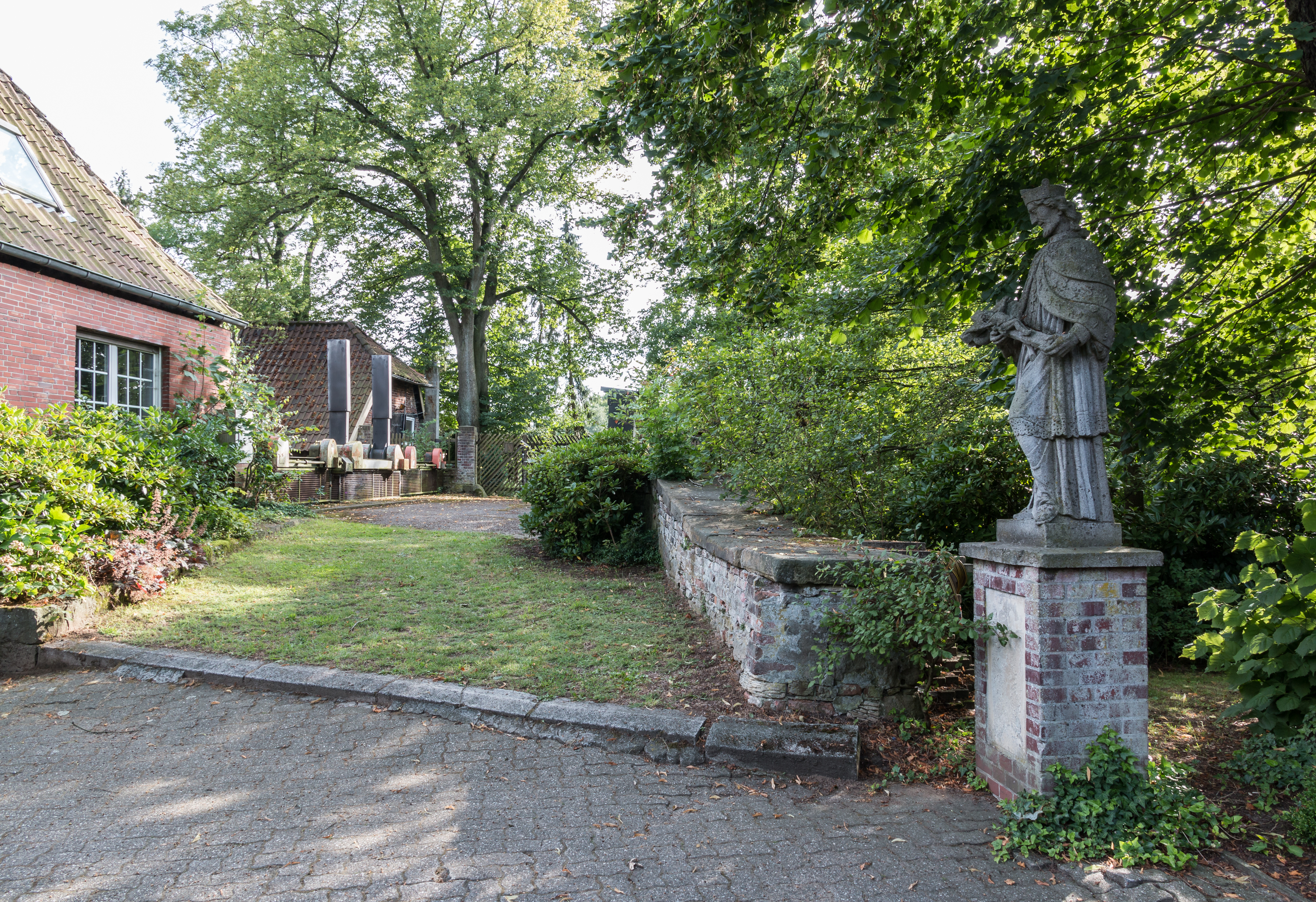
Die Brücke über den Heubach an der „Großen Teichsmühle“ in Hausdülmen ist Teil des Sythener Hellwegs

Als Hellweg bezeichnete man im Mittelalter eine große Via Regia oder Heerstraße oder eine wichtige Durchgangsstraße für den Fernhandel, welche in der Breite einer Lanzenlänge von etwa drei Metern dauerhaft von Bewuchs freigehalten werden musste. Wird in der Literatur ohne nähere Bestimmung „Hellweg“ erwähnt, ist in der Regel der Westfälische Hellweg gemeint.

## Namensdeutung
Laut der Deutschen Mythologie (1835) von Jacob Grimm stammt der älteste Beleg für das Vorkommen des Worts aus althochdeutscher Zeit: In einer Urkunde aus dem Jahr 890 heißt es helvius sive strata publica, also „Hellweg oder öffentliche Straße“. In mittelhochdeutscher Zeit tauchen die Wortformen helwech, helweg, heelwech, hilewech auf.
Das Deutsche Wörterbuch der Brüder Grimm unterscheidet bei Hellweg zwei Bedeutungen. Zum einen wird die Bedeutung „Landstraße, Heerweg, in Westfalen“ angeführt und hierzu folgende Wortherkunft: Ursprünglich sei es der Weg gewesen, „auf dem die Leichen gefahren wurden“ (mit Verweis auf die genaueren Angaben in Jacob Grimms Werk Deutsche Mythologie). So auch bei Wolfgang Golther, der in seinem Handbuch der germanischen Mythologie im Abschnitt über die Totengöttin Hel schrieb: „Helvegr ist der Weg zur Unterwelt, dem der westfälische Hellweg, Totenweg entspricht.“ Unklar bleibt, warum der Hellweg als Totenweg benannt worden sein soll. Das Reallexikon der Germanischen Altertumskunde stuft die Interpretation als „Totenweg“, ebenso wie jede andere Deutung des Namens, vorsichtig als Hypothese ein.

Als zweite Bedeutung von Hellweg wird in Grimms Wörterbuch genannt: „ein auf der Seite abhängig [= abfallend, geneigt] gemachter Weg, damit das Wasser ablaufen könne“. In diesem Fall sei Hellweg eine Variante von Heldweg und verwandt mit dem alten Verb hälden, helden (= ‚geneigt machen, geneigt sein‘). Grimms Wörterbuch verweist hier auf Adelung, in dessen Grammatisch-kritischem Wörterbuch der hochdeutschen Mundart sehr ähnliche Angaben zu finden sind. Das Reallexikon der Germanischen Altertumskunde erwähnt diese Namensdeutung nicht einmal. Hingegen wird sie vom Onomastiker Jürgen Udolph favorisiert.

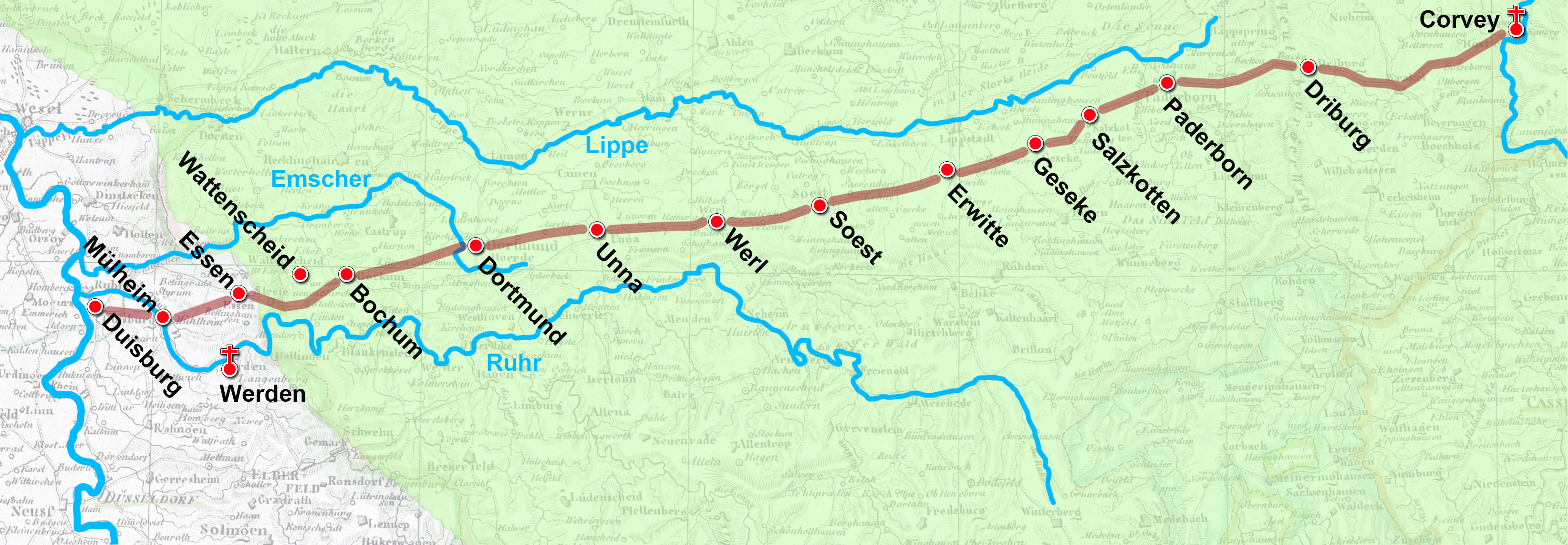
Der westfälische Hellweg

Auf dem Westfälischen Hellweg wurde unter anderem Salz transportiert, das in einigen Gegenden entlang dieses Wegs gewonnen wurde. Deshalb wurde der Name Hellweg gelegentlich als „Salzweg“ interpretiert, zumal zahlreiche Orte, an denen Salz gewonnen wurde, ähnlich benannt worden sind (siehe dazu Hall (Ortsname)). Das Reallexikon der Germanischen Altertumskunde weist diese Vermutung zurück und ordnet sie als nachträgliche volksetymologische Deutung ein. Auch Jürgen Udolph hält die Deutung als „Salzweg“ für einen Irrtum.
Eine weitere Deutung, nach der Hellweg so viel wie „heller, lichter Weg“ bedeutet, wirkt plausibel, wenn man sich den Verlauf eines vergleichsweise breiten Hellweges durch ein Waldgebiet vorstellt. Sie wurde im Mittelniederdeutschen Handwörterbuch von Karl Schiller und August Lübben (1876) sowie in heimatkundlicher Literatur aufgegriffen. Das Reallexikon der Germanischen Altertumskunde weist auch diese Deutung als unzutreffend und volksetymologisch zurück. In althochdeutscher Zeit, als die Bezeichnung Hellweg entstand, wurden mit hel nämlich nur akustische Eindrücke bezeichnet (vgl. noch heute hell klingen, verwandt mit Hall und hallen), aber noch keine optische Helligkeit.

## Bekannte Hellwege (Auswahl)
- Hell- bzw. Heelweg zwischen Suderwick und Dinxperlo, über den die deutsch-niederländische Staatsgrenze verläuft
- Hellweg unter dem Berg
- Hellweg vor dem Santforde
- Hilinciweg
- Sythener Hellweg
- Vestischer Hellweg nach Recklinghausen[9]
- Westfälischer Hellweg

## Archäologie
Entlang des Hellweges entdeckt die Archäologie Spuren, die auf Ansiedlungen seit vorgeschichtlicher Zeit hinweisen, etwa die archäologischen Fundplätze in Duisburg und Dortmund: Duisburg war während der Merowinger- und Karolingerzeit dicht besiedelt. Die fränkische Siedlungszeit für das fünfte bis achte Jahrhundert ist im heutigen rechtsrheinischen Stadtgebiet rechts des Rheins mit zehn großen fränkischen Gräberfeldern sicher nachgewiesen. In Dortmunds heutigem Stadtgebiet lag am Hellweg eine umfangreiche jungsteinzeitlichen Siedlung, die auch in der Bronzezeit als Siedlung genutzt wurde. Zu nennen sind auch der Dortmunder Goldschatz mit 444 spätrömischen Goldmünzen sowie ein fränkisches Gräberfeld des sechsten Jahrhunderts in Dortmund-Wickede mit etwa 90 Gräbern. Zum anderen wurde in den Orten Unna, Werl und Soest am Hellweg bis in vorgeschichtliche Zeit  Salzgewinnung nachgewiesen.